# 하버프론트역

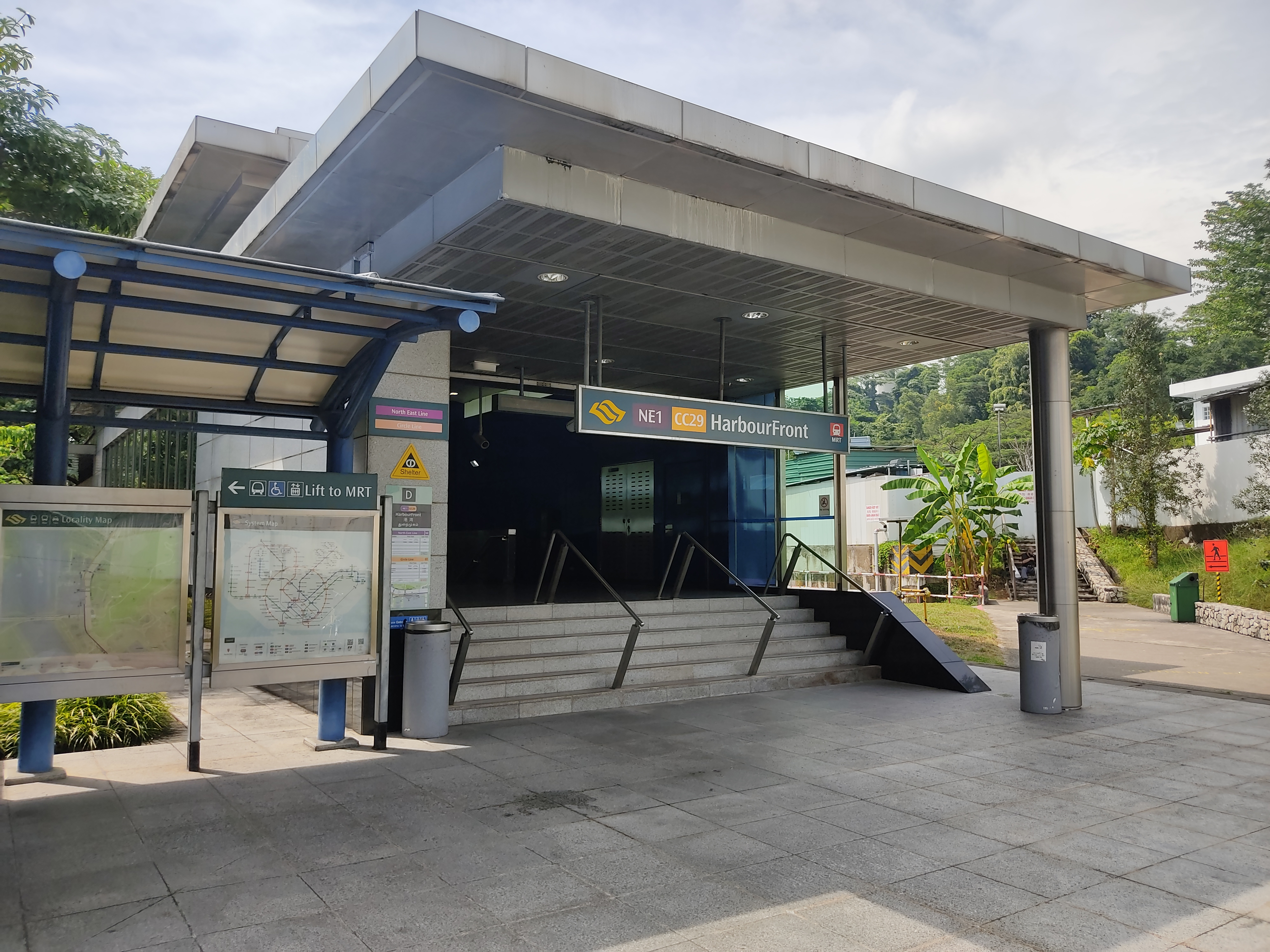

하버프론트역(HarbourFront MRT station)은 싱가포르의 지하 MRT(Mass Rapid Transit) 환승역이다. 노스이스트선(NEL)과 서클선(CCL)의 종착역인 이 역은 하버프론트 지역과 센토사 지역을 운행한다. 주변 소매 및 상업 개발에는 비보시티(VivoCity) 및 하버프론트 센터(HarbourFront Centre)가 포함되며, 역은 하버프론트 버스 인터체인지 및 싱가포르 크루즈 센터 근처에 있다.
NEL 역은 1996년 3월 이 노선의 16개 역 중 하나로 세계 무역 센터(World Trade Center) MRT 역으로 처음 발표되었다. 건설에는 여러 도로 전환과 배수로 개통이 포함되었다. NEL 역은 2003년 6월 20일에 완공되었다. CCL 플랫폼은 4단계 및 5단계 노선과 함께 2011년 10월 8일에 개통되었다.
싱가포르 해협에 위치한 역의 위치를 반영하여 역 중앙홀은 선박의 선체를 닮은 타원형 모티브를 가지고 있다. 이 역에는 아트 인 트랜싯 프로그램의 일환으로 세 가지 예술 작품이 전시되어 있다. NEL 플랫폼과 중앙홀에는 이안 우(Ian Woo)의 일련의 선 그리기가 전시되어 있으며, CCL 플랫폼에는 제이슨 옹(Jason Ong)의 커뮤팅 웨이브스(Commuting Waves)와 매트릭스(Matrix)라는 제목의 아트 시트 세트가 있다.